# Pristiceros serrarius
Pristiceros serrarius är en stekelart som beskrevs av Johann Ludwig Christian Gravenhorst 1829. Pristiceros serrarius ingår i släktet Pristiceros och familjen brokparasitsteklar. Inga underarter finns listade i Catalogue of Life.